# بهرام‌پور
بهرام‌پور
شهر بهرام‌پور (به انگلیسی: Baharampur) با جمعیت ۲۰۲٫۸۹۷ نفر در ایالت بنگال غربی در کشور هند واقع شده‌است.

## نگارخانه

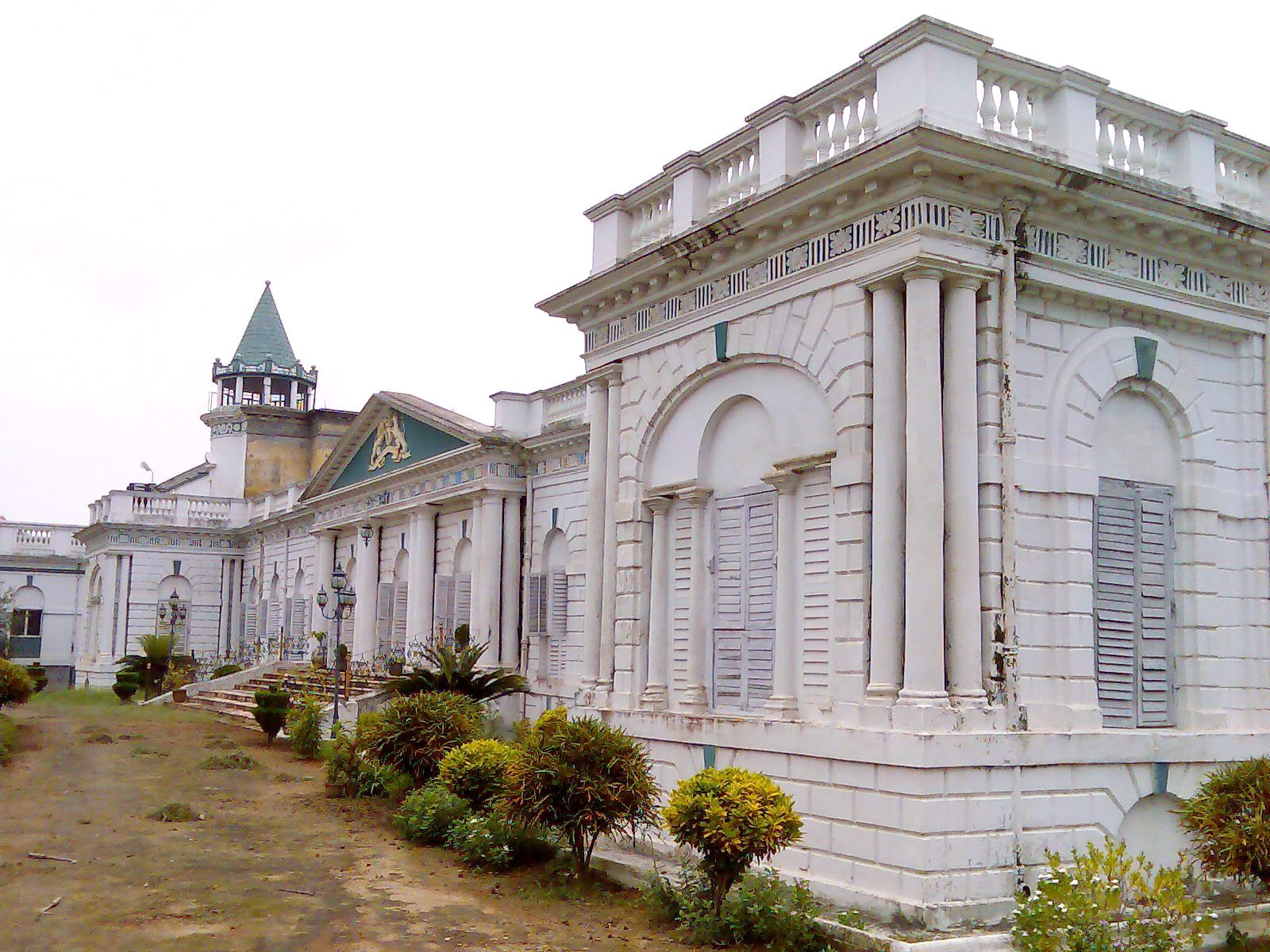
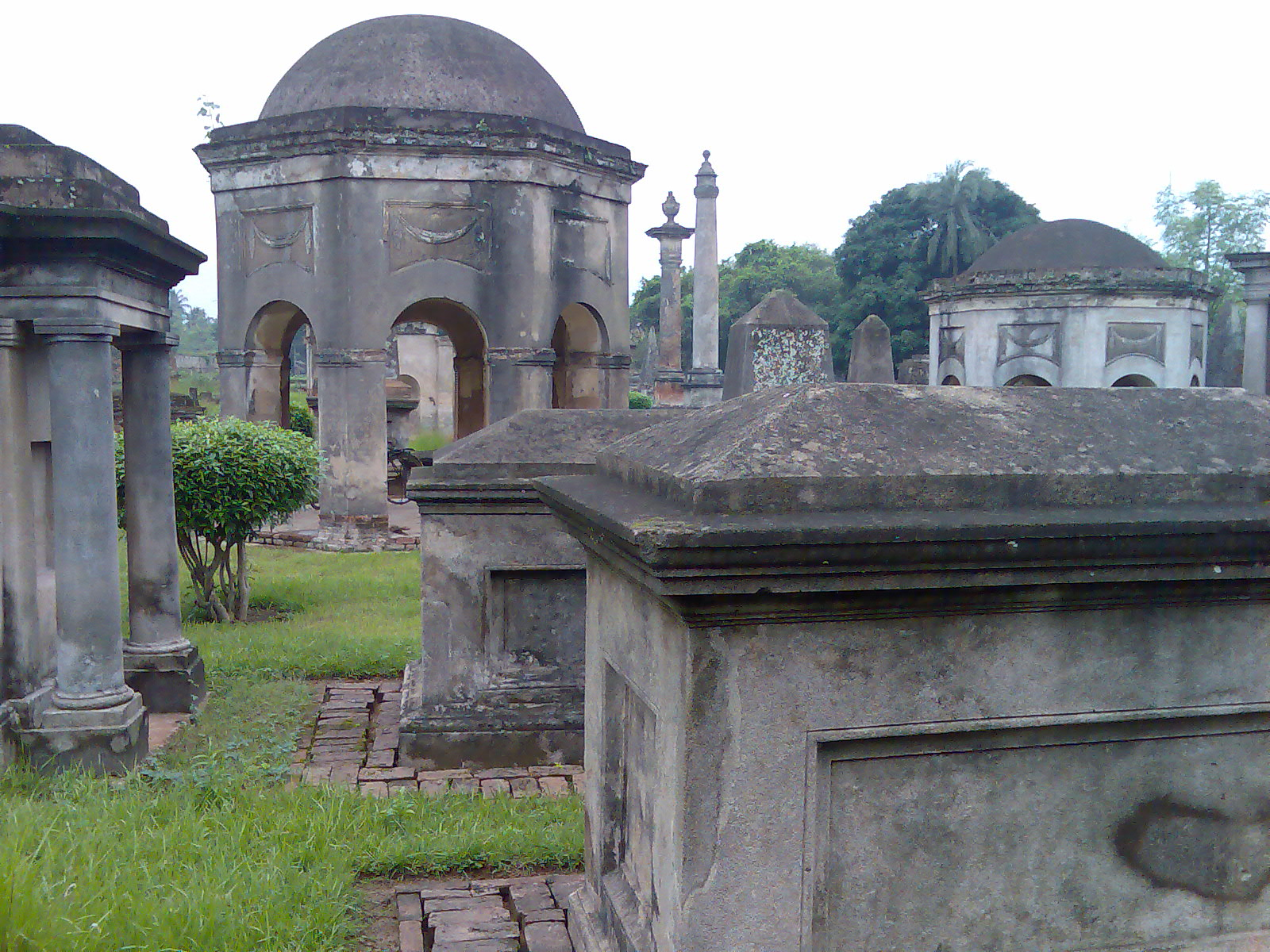
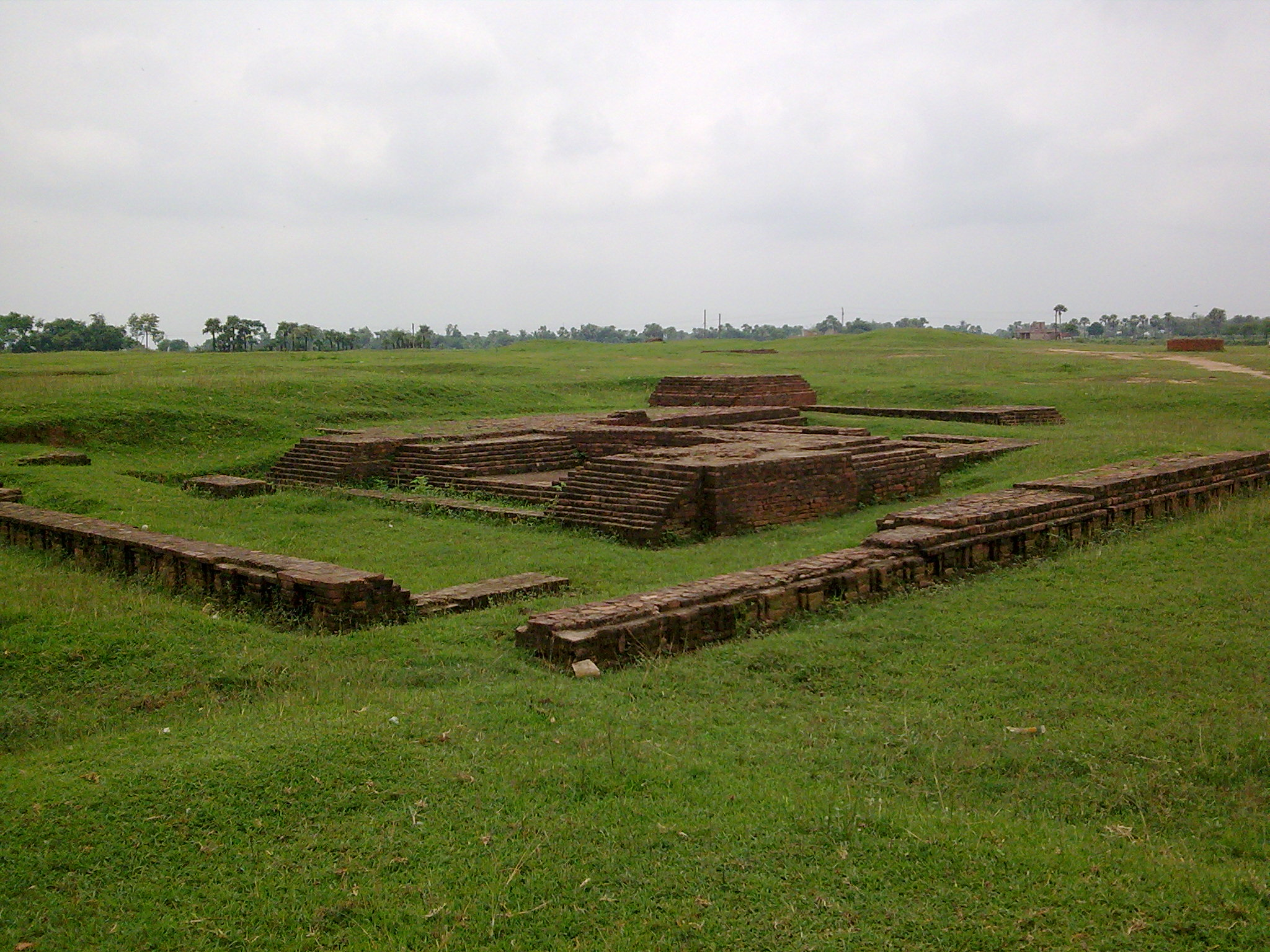
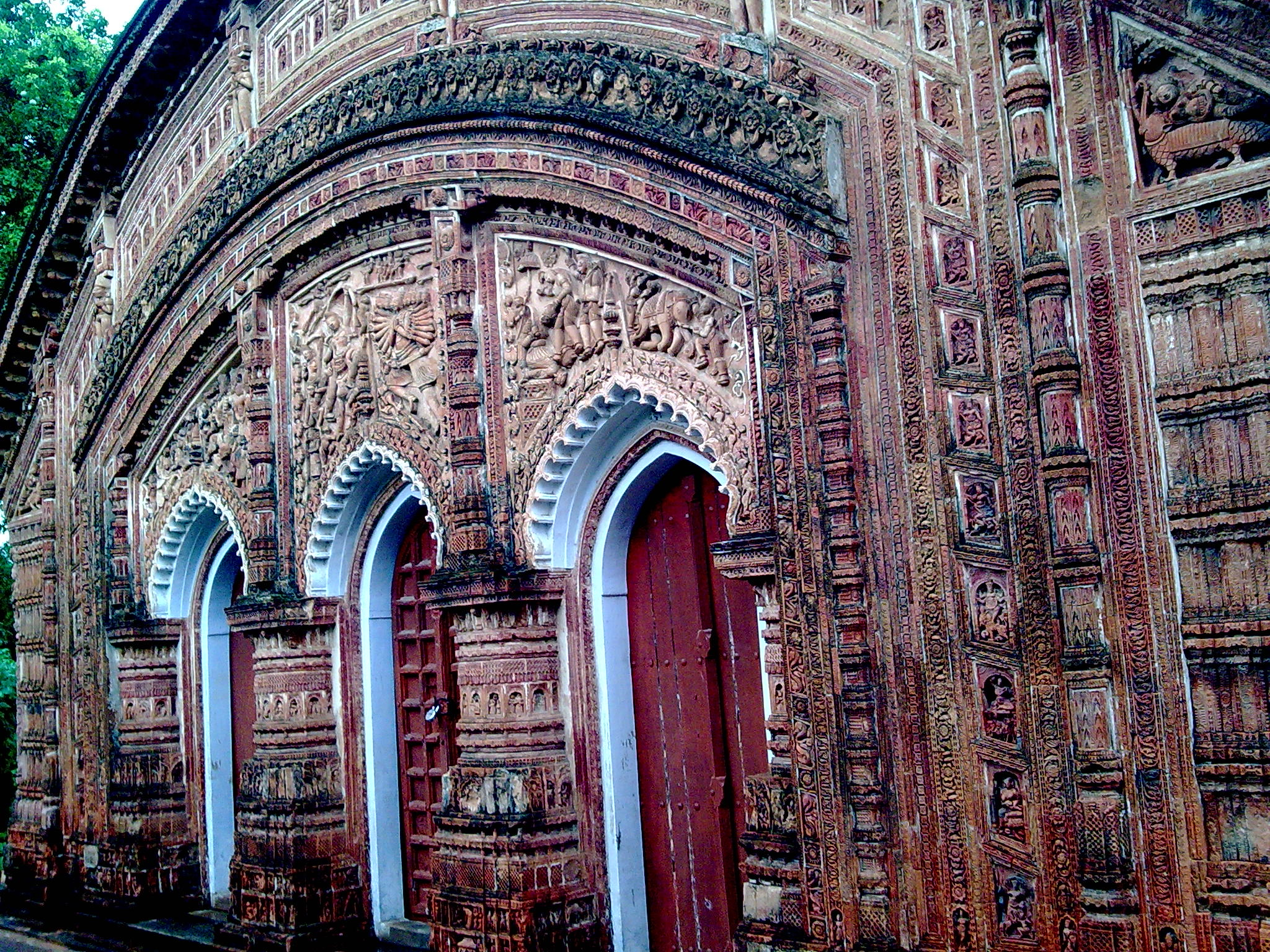
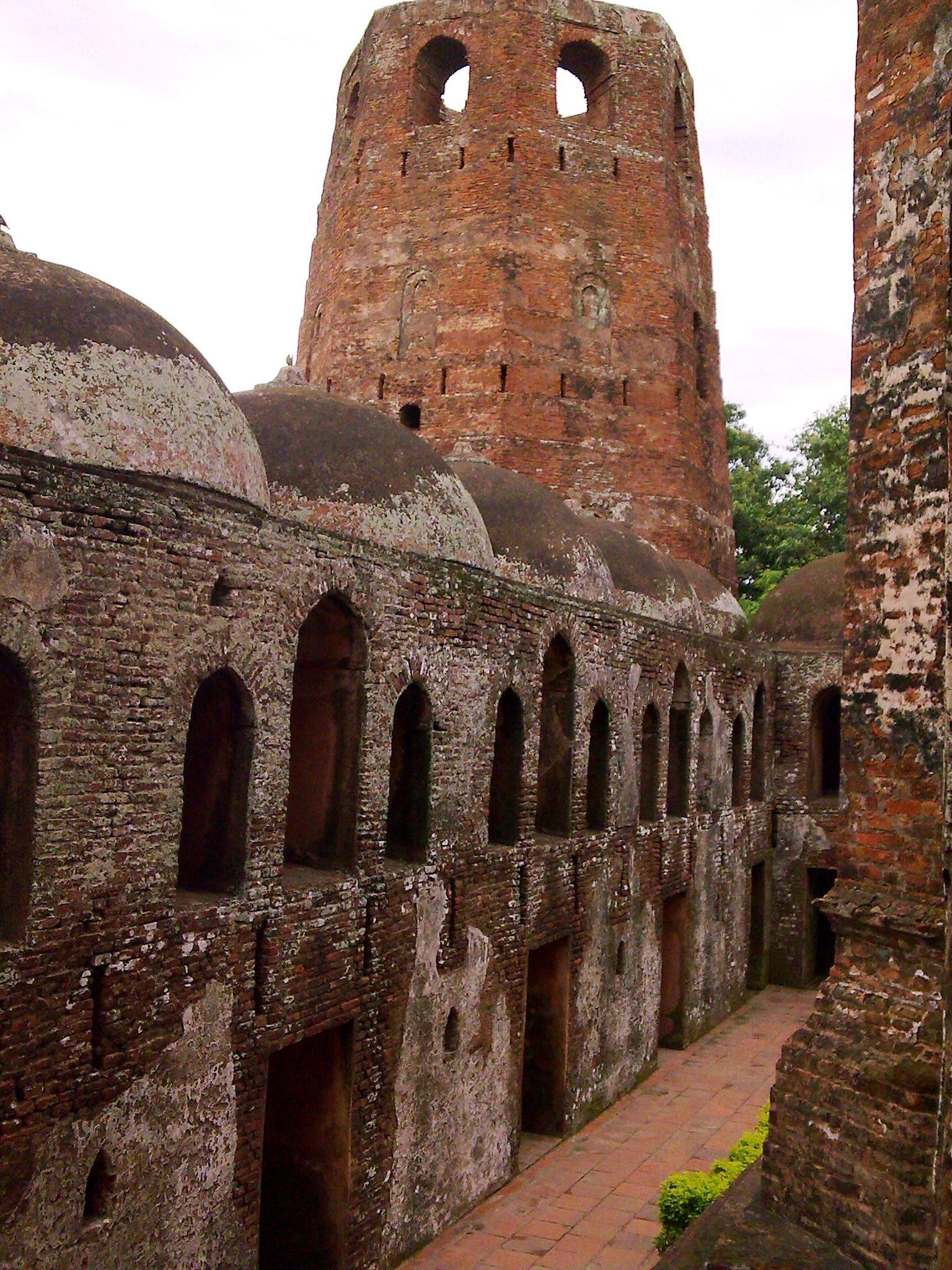
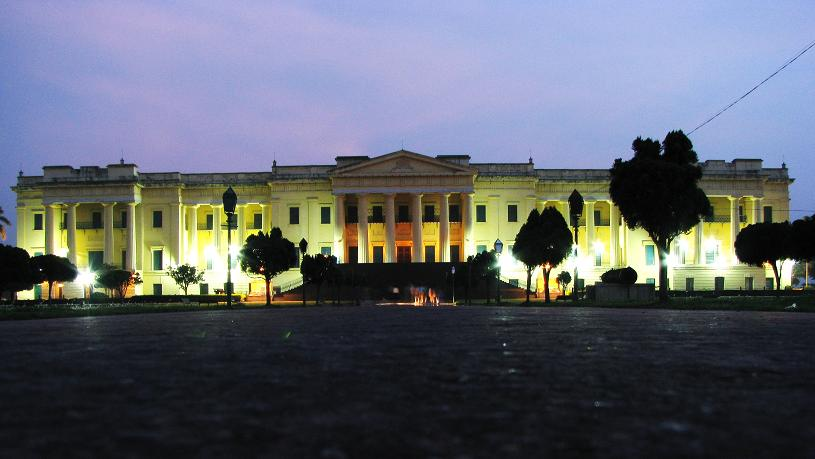